# Kailey Willis
Kailey Willis (* 18. Mai 2003 in Malta) ist eine maltesische Fußballspielerin. Seit 2021 ist sie für die maltesische Fußballnationalmannschaft aktiv.

## Karriere

### Verein
Von 2017 bis 2018 spielte Willis für den Verein Tarxien Rainbows. Danach wechselte sie 2018 zu FC Birkirkara. Derzeit spielt sie für ASD CF Bardolino.

### Nationalmannschaft
Seit 2021 spielt sie in der Maltesische Fußballnationalmannschaft der Frauen. Bisher absolvierte sie 1 Länderspiel.